# Pulau Damien
Pulau Damien est une île située dans le Nord-Est de l'île principale de Singapour, au nord de Pulau Tekong.

## Géographie
Petit îlot rocheux d'une cinquantaine de mètres de longueur pour une largeur approximative de 730 m, il se situe exactement sur la frontière de Singapour avec la Malaisie.